# Reiner Maria Matysik

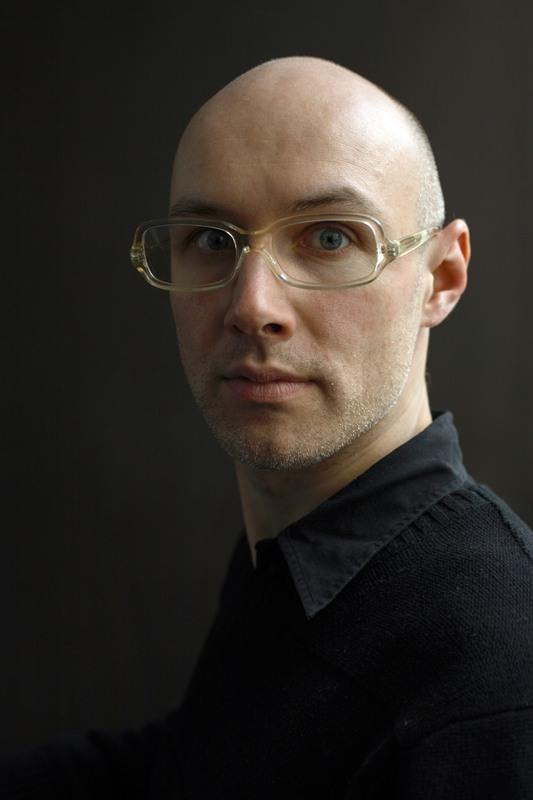
Reiner Maria Matysik (2007)

Reiner Maria Matysik (* 1967 in Duisburg) ist ein deutscher bildender Künstler. Er arbeitet in mehreren Kunstgattungen wie Bildhauerei, Installation, künstlerischer Fotografie und Videokunst.

## Leben
Matysik absolvierte die Hochschule für Bildende Künste Braunschweig. Dort gründete er 2003 das Institut für biologische Plastik (ibiop) für den Dialog zwischen wissenschaftlicher Erkenntnis und bildnerischem Denken. 2004 nahm er ein Barkenhoff-Stipendium wahr in Verbindung mit einem Aufenthalt in den Künstlerhäusern Worpswede. 2009 wurde Matysik für ein Jahr als Gastprofessor für Plastik an die FH KUNST Arnstadt berufen. Von 2016 bis 2022 war er Professor für Dreidimensionales Gestalten/Material. Form. Objekt an der Burg Giebichenstein Kunsthochschule Halle. Er ist Mitglied des Deutschen Künstlerbundes und lebt und arbeitet in Berlin und Grabiszyce Górne, Niederschlesien.

## Werk
Matysiks künstlerisches Konzept beruht auf der Annahme, das Leben sei verbesserungsbedürftig und durch aktive konstruktive Evolution optimierbar. Unter Verwendung diverser Materialien erstellt er Modelle möglicher zukünftiger Organismen, die Prototypmodelle postevolutionärer Lebensformen, untersucht und kreiert deren Lebensräume. Durch ihren Charakter als Modelle stehen sie zwischen gedanklicher Konzeption und praktischer Umsetzung. Mit ihnen hat Matysik eine neue Gattung begründet, seine räumlichen Gebilde sind mehr als Skulptur. Als hybriden Organismen entstehen sie sowohl in der Auseinandersetzung mit den Klassifikationssystemen Carl von Linnés als auch durch Gespräche mit Wissenschaftlern aus dem Bereich der molekularbiologischen Forschung. Matysiks biomorphe Prototypmodelle sind eingebettet in einen komplex ausgearbeiteten Kosmos; aus Gedanken zu Möglichkeiten des Organischen und Gesellschaftlichen werden auch Texte, Grafiken und Manifeste.
Ferner arbeitet Matysik mit lebenden Gehölzen und erstellte Pflanzenmodelle, Stoff-Pflanzen für Kinder und Zeichnungen zu Pflanzenritualen der Indianer.

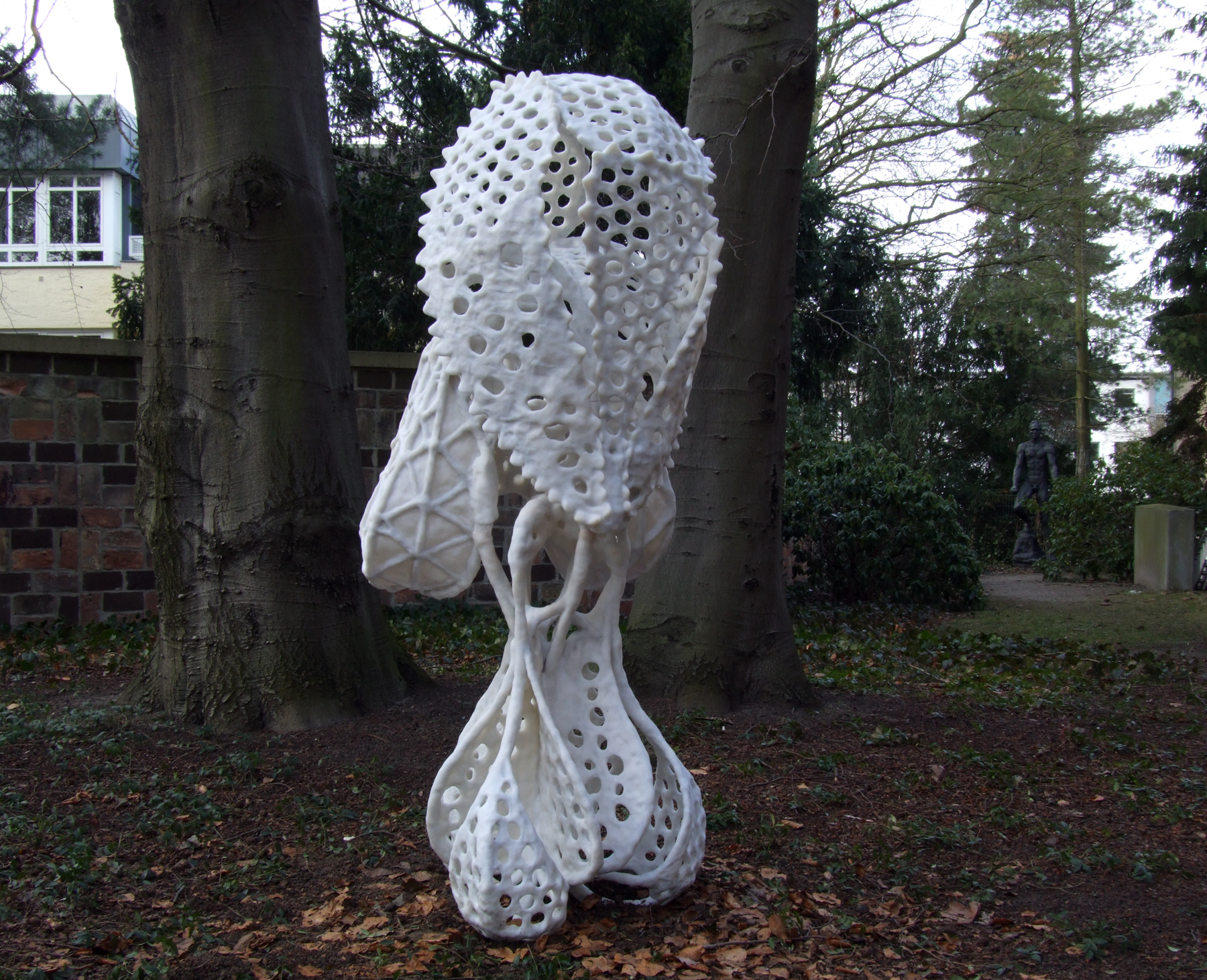
eminentia procera tardigrada (Georg-Kolbe-Museum)
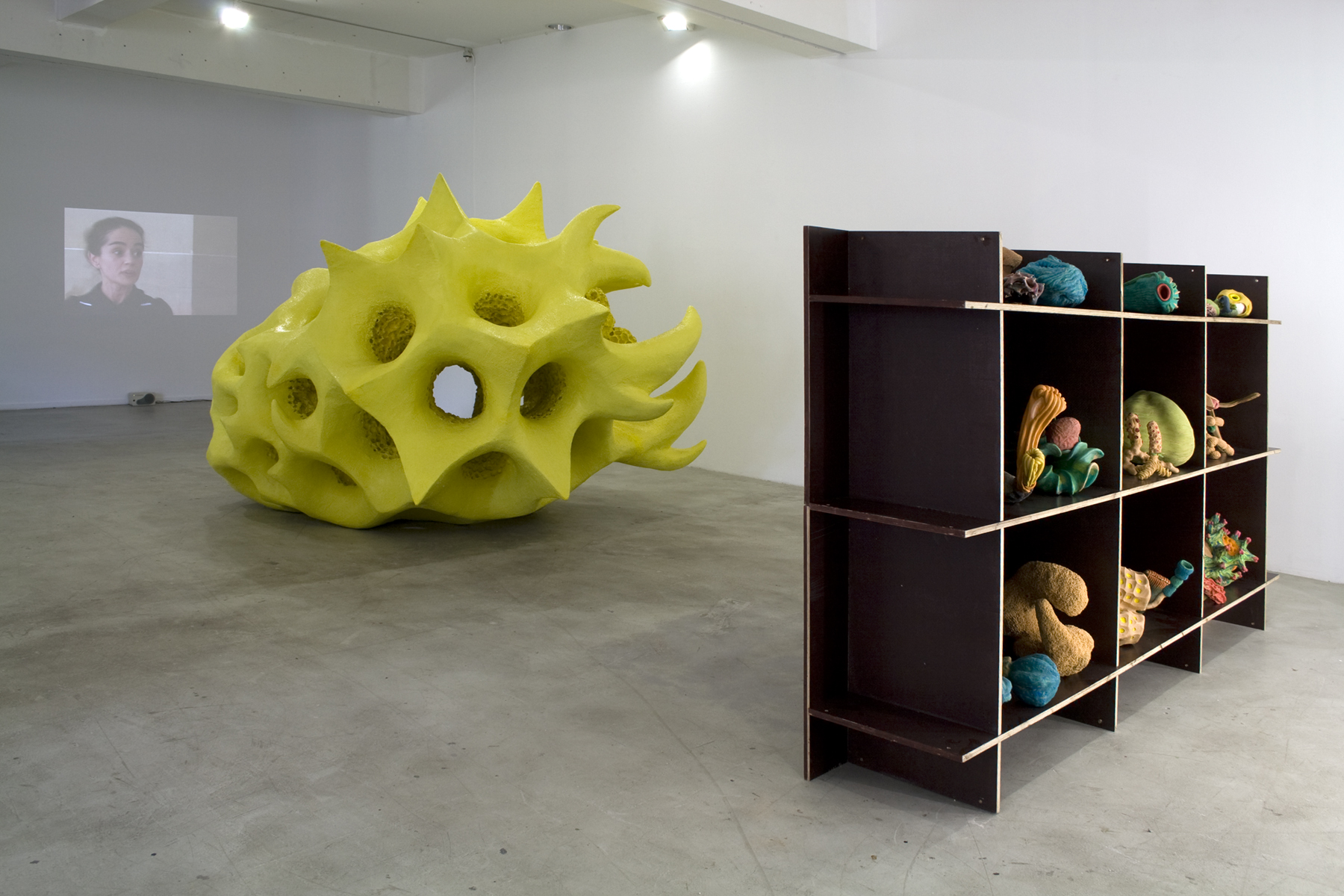
Modelle für zukünftige Organismen (Kunstraum Düsseldorf)
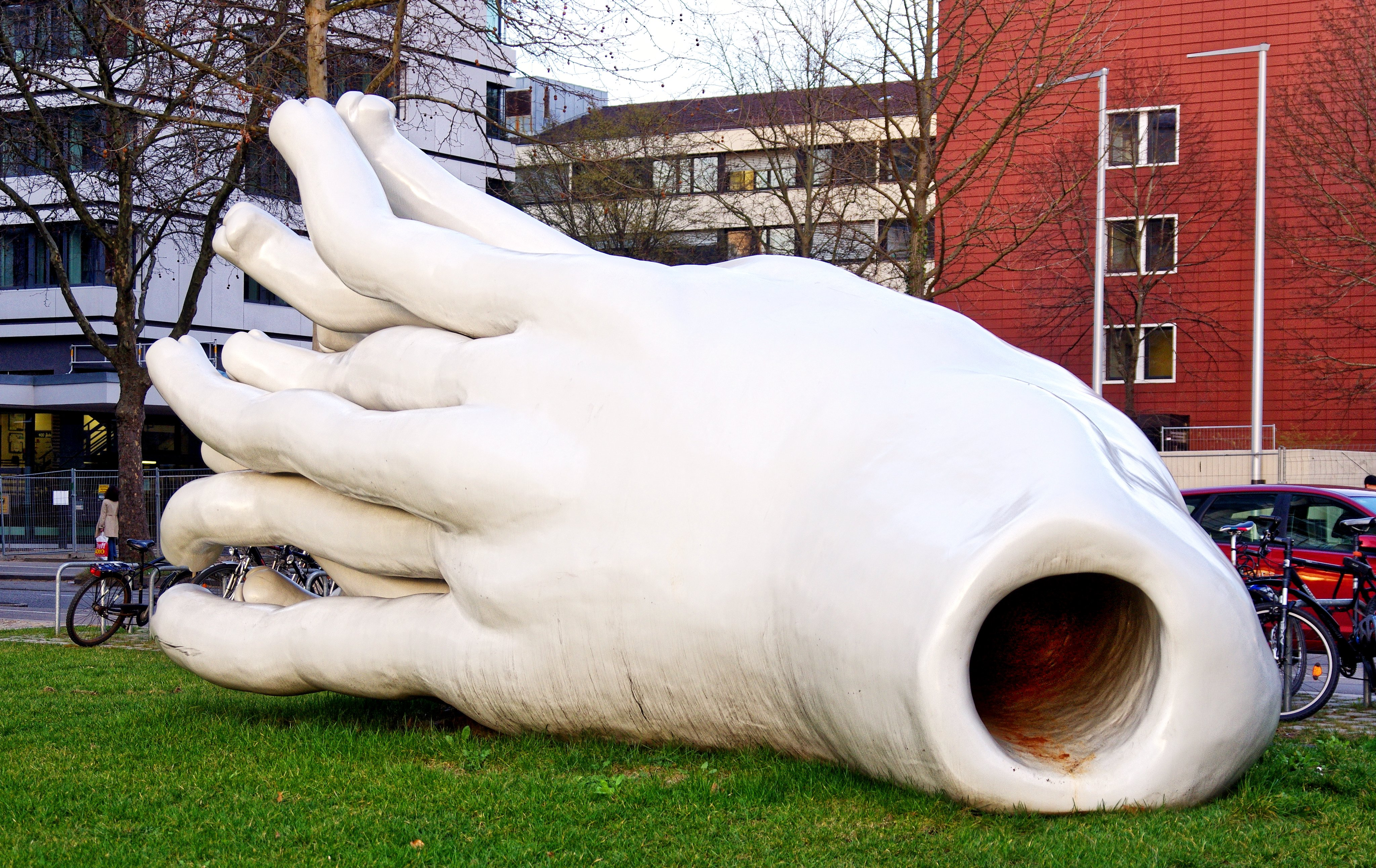
inoculus (Universität Freiburg)

## Ausstellungen

### Einzelausstellungen
- 2021 ++ o ++, Lichthaus Arnsberg
- 2020 komm. nimm mich, Kunsthalle Wilhelmshaven
- 2019 worlds within worlds, Galerie Weisser Elefant, Berlin
- 2018 seestück mit gebilden, Museum und Galerie im Prediger, Schwäbisch Gmünd
- 2015 les fleures sont mal, Kunstachse NRW: Reiner Maria Matysik[4][5][6][7] Galerie Hagenring, Hagen-Eilpe
- 2015 antibiologie, Kunstverein Brühl, Brühl
- 2011 jenseits des menschen, Berliner Medizinhistorisches Museum in Kooperation mit der Berlin-Brandenburgischen Akademie der Wissenschaften, Berlin
- 2010 arbeitstitel: utopie, Saarländisches Künstlerhaus, Saarbrücken
- 2008 biofakte, Zoologische Forschungsmuseum Alexander Koenig, Bonn
- 2006 bethanien für alle, Künstlerhaus Bethanien, Berlin
- 2004 phylogenetisches driften, Galerie k+s, Projektraum Schloss Solitude, Berlin
- 2000 zukünftige lebensformen, Städtische Galerie Delmenhorst, Delmenhorst

### Gruppenausstellungen
- 2022 Spuren frühen Lebens, Zentrum für Kunst und Medien, Karlsruhe
- 2021 NOTHINGTOSEENESS – Leere/Weiß/Stille, Akademie der Künste, Berlin
- 2020 Supernatural. Skulpturale Visionen des Körperlichen, Kunsthalle Tübingen
- 2019 In Medias Res, Kunstverein Arnsberg
- 2019 Ich bin ganz von Glas, Industriemuseum Chemnitz
- 2019 Through a Forest Wilderness, Kunsthalle Wilhelmshaven
- 2018 Zwischen Atelier und Labor, Museum Villa Rot
- 2018 Through a Forest Wilderness, internationale Fluxusausstellung, Nikolskoer Landpartie, Berlin
- 2017 immaterial, Kunstverein Bochum, Bochum
- 2017 dark, liquid. Vom Wissen und Nicht-Wissen über das Meer, Galerie Nord, Kunstverein Tiergarten, Berlin
- 2017 through a forest wilderness, Brandenburgischer Kunstverein Potsdam, Potsdam
- 2016 Emscherkunst, Phoenixsee Dortmund, Dortmund
- 2015 Wahlverwandtschaften, Wilhelm Lehmbruck Museum, Duisburg
- 2014 Nach der Natur, Gerhard-Marcks-Haus, Bremen
- 2013 Emscherkunst, fluss wird wolke
- 2013 Ansichtssache Landschaft, Kunstverein Pforzheim im Reuchlinhaus
- 2013 sub|kutan, Haus am Kleistpark, Berlin
- 2012 the worldly house, DOCUMENTA (13), Kassel
- 2012 european sculpture – methods, materials, poetry, Edsvik Konsthall, Stockholm
- 2010 (Re)designing nature, Aktuelle Positionen der Naturgestaltung in Kunst und Landschaftsarchitektur, Künstlerhaus Wien
- 2009 Genipulation, Kunsthaus Pasquart, Biel
- 2009 tierwerden, Neue Gesellschaft für bildende Kunst, Berlin
- 2007 Macht des Dinglichen, Skulptur heute!, Georg-Kolbe-Museum, Berlin
- 2007 Die große Kette der Wesen, Herzog August Bibliothek, Wolfenbüttel
- 2007 Hirnsturm – ein Kabinett verwegener Forscher, Medizin- und Pharmaziehistorische Sammlung der Universität Kiel
- 2005 Park, Zucht und Wildwuchs in der Kunst, Kunsthalle Baden-Baden
- 2004 Cultivating Nature, Fundación César Manrique, Lanzarote
- 2004 Panorama, Kunstverein Hannover
- 1999 Einigkeit und Recht und Freiheit, Martin-Gropius-Bau, Berlin
- 1999 I Never Promised You a Rosegarden, Kunsthalle Bern

## Werke im öffentlichen Raum
- 2011 inzephalus, m+p Ingenieure, Braunschweig
- 2010 augenloses, Kunst am Bau, Universität Freiburg, Zentrum für Biochemie und molekulare Zellforschung
- 1997 pflaumenoval, Villa Haar, Weimar

## Stipendien und Förderpreise
- 2010 Fellow am Hanse-Wissenschaftskolleg, Delmenhorst
- 2008 Internationales Stipendium Kunst—Wissenschaft—Wirtschaft, Schöppingen
- 2005 Aufenthaltsstipendium, Georgien, Goethe-Institut und KfW Bank
- 2004 Barkenhoff Stipendium Worpswede
- 2001 Stipendium Deutsches Studienzentrum in Venedig
- 2000 Projektförderung, Stiftung Kunstfonds
- 2000 Förderpreis des Landes Niedersachsen für bildende Kunst
- 1996–99 Stipendium der Studienstiftung des deutschen Volkes

## Publikationen
- antibiologie. Gutleut Verlag. Frankfurt am Main 2015, ISBN 978-3-936826-37-1.
- arbeitstitel: utopie. Gutleut Verlag. Frankfurt am Main 2013, ISBN 978-3-936826-57-9.
- Jenseits des Menschen. The Green Box - Kunst Editionen, Berlin 2010, ISBN 978-3-941644-22-9.
- Arbeitstitel Utopie. Saarländisches Künstlerhaus, Saarbrücken 2010, ISBN 978-3-940517-43-2.
- Wesen. Gutleut Verlag. Frankfurt am Main 2007, ISBN 978-3-936826-56-2.
- Thailändisches Erbgut. Gutleut Verlag, Frankfurt am Main 2003, ISBN 3-936826-11-0.
- zukünftige lebensformen. Vice Versa Verlag, Berlin 2000, ISBN 3-932809-16-5.